# Johnnie Taylor
Johnnie Harrison Taylor (n. Crawfordsville, Arkansas, Estados Unidos, 5 de mayo de 1934 — Dallas, Texas, 31 de mayo de 2000) fue un cantante estadounidense de estilos como R&B, Soul, Pop, góspel, doo-wop y disco.

## Biografía

### Primeros años
Taylor nació en Crawfordsville (Arkansas). Grabó su primer disco,«Somewhere to Lay My Head«, con el sello discográfico Vee Jay Records en la década de 1950 como parte del grupo The Highway QC's. Su modo de cantar, similar al de Sam Cooke, hizo que en 1957 fuera contratado por el grupo góspel al que éste pertenecía, “The Soul Stirrers” cuando Cooke dejó la formación par iniciar su carrera en solitario. 
Unos años más tarde, después de que Cooke se asentara con su compañía discográfica independiente SAR Records, Taylor fue fichado y grabó "Rome Wasn’t Built In A Day" en 1962. Sin embargo, SAR Records rápidamente cerró sus puertas luego de la muerte de Cooke en 1964. 
En 1966, Taylor fichó por Stax Records en Memphis, en donde grabó “The Philosopher of Soul». Pasó a convertirse en su mejor artista. Sus éxitos incluyeron "I Had a Dream", "I've Got to Love Somebody's Baby" (ambos escritos por el equipo de Isaac Hayes y David Porter) y más notablemente "Who's Making Love", que alcanzó el puesto número 5 en la lista Billboard Hot 100 y en el número 1 en la lista de R&B en 1968. En 1970, Taylor se casó con Gerlean Rocket y permanecieron casados hasta su muerte en 2000.

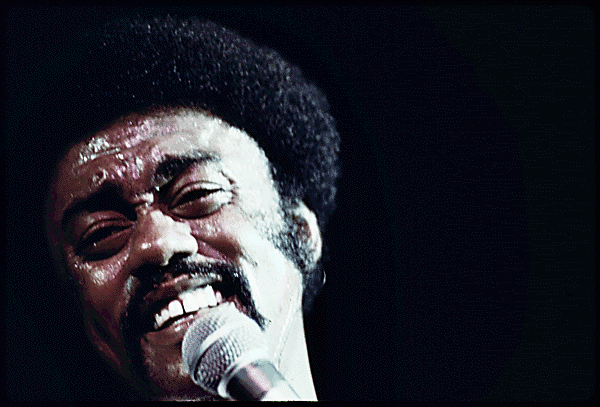
En Chicago, 1973.

### Columbia Records
En la década de los años 1970 la discográfica Stax quebró y Johnnie Taylor pasó a Columbia Records en dónde grabó su éxito más conocido, «Disco Lady» en 1975. Columbia intentó promoverlo como un artista disco y comenzó a descuidar el amplio talento de Taylor. No es de extrañar, sus ventas comenzaron a desplomarse.
Grabó un álbum para Beverly Glen Records en 1982, y dos registros más en 1984 para el sello Malaco: «This Is Your Night» y «Wall To Wall».

## Muerte
Falleció víctima de un ataque al corazón en 2000 y sus restos descansan en el cementerio «Forrest Hill» de Kansas City, Missouri.

## Discografía

### Álbumes
Álbum
- Wanted One Soul Singer - Stax 715 * 1967

Sencillos
- I Got To Love Somebody’s Baby / Just The One I’ve Been Looking For / Watermelon Man / Where Can A Man Go From Here / Toe-Hold / Outside Love / Ain’t That Loving You (For More Reasons Than One) ;/Blues In The Night / I Had A Dream / Sixteen Tons / Little Bluebird.

Álbum
- Who’s Making Love - Stax 2005 * 1968

Sencillos
- Who’s making love / I’m not the same person / Hold on this time / Woman across the river / Can’t trust your neighor / Take care of your homework / I’m trying / Poor make believer / Payback hurts / Mr. Nobody is somebody now / I’d rather drink muddy water

Álbum
- Raw Blues - Stax 2008 * 1968

Sencillos
- Where there’s smoke there’s fire / Hello sundown / Pardon me lady / Where can a man go from here / That bone / That’s where it’s at / Part time love / If I had to do it all over again / You’re good for me / You can’t keep a good man down / You can’t win with a losing hand

Publicado en 1968, este LP cuenta con las primeras grabaciones del género «blue» durante el período de Stax.
Álbum
- Rare Stamps - Stax 2012 * 1968

Sencillos
- Who’s making love / You can’t get away from it / Toe hold / Just the one (I’ve been looking for) / I ain’t particular / Take care of your homework / I’ve got to love somebody’s baby / Little blue bird / I had a dream / Outside love / Somebody’s sleeping in my bed / If I had to it all over

Álbum
- The Johnnie Taylor Philosophy Continues - Stax 2023 * 1969

Sencillos
- Testify (I wonna) / Separation line / Love bones / Love is a hurting thing / I had a fight with love / I could never be president / It’s amazing / Who can I turn to / Games people play / It’s your thing

Álbum
- One Step Beyond - Stax 2030 * 1971

Sencillos
- Time after time / Party life / Will you love me forever / I am somebody (pts. 1 & 2) / I don’t wanna lose you (pts. 1 & 2) / Don’t take my sunshine / Jody’s got your girl and gone / A fool like me

Álbum
- Taylored in Silk - Stax 3014 * 1973

Sencillos
- We’re getting careless with our love / Starting all over again / Cheaper to keep her / Talk to me / I believe in you (you believe in me) / One thing wrong with my baby / I can read between the lines / This bitter earth

Álbum
- Super Taylor - Stax 5509 * 1974

Sencillos
- It’s September / Darling I love you / Try me tonight / Free / I’ve been born again / At night time (my pillow tells a tale on me) / I don’t pay to get up in the morning / Just one moment

### Posiciones en listas
| Año  | Sencillo                                               | Posición más alta | Posición más alta | Posición más alta |
| Año  | Sencillo                                               | US Pop            | US R&B            | UK                |
| ---- | ------------------------------------------------------ | ----------------- | ----------------- | ----------------- |
| 1963 | "Baby, We've Got Love"                                 | 98                | *                 | -                 |
| 1966 | "I Had A Dream"                                        | -                 | 19                | -                 |
| 1966 | "I Got To Love Somebody's Baby"                        | -                 | 15                | -                 |
| 1967 | "Somebody's Sleeping In My Bed"                        | 95                | 33                | -                 |
| 1968 | "Next Time"                                            | -                 | 34                | -                 |
| 1968 | "I Ain't Particular"                                   | -                 | 45                | -                 |
| 1968 | "Who's Making Love"                                    | 5                 | 1                 | -                 |
| 1969 | "Take Care Of Your Homework"                           | 20                | 2                 | -                 |
| 1969 | "Testify (I Wonna)"                                    | 36                | 4                 | -                 |
| 1969 | "I Could Never Be President"                           | 48                | 10                | -                 |
| 1969 | "Love Bones"                                           | 43                | 4                 | -                 |
| 1970 | "Steal Away"                                           | 37                | 3                 | -                 |
| 1970 | "I Am Somebody Part II"                                | 39                | 4                 | -                 |
| 1971 | "Jody's Got Your Girl And Gone"                        | 28                | 1                 | -                 |
| 1971 | "I Don't Wanna Lose You"                               | 86                | 13                | -                 |
| 1971 | "Hijackin' Love"                                       | 64                | 10                | -                 |
| 1972 | "Standing In For Jody"                                 | 74                | 12                | -                 |
| 1972 | "Doing My Own Thing (Part I)"                          | -                 | 16                | -                 |
| 1972 | "Stop Doggin' Me"                                      | -                 | 13                | -                 |
| 1973 | "I Believe In You (You Believe In Me)"                 | 11                | 1                 | -                 |
| 1973 | "Cheaper To Keep Her"                                  | 15                | 2                 | -                 |
| 1974 | "We're Getting Careless With Our Love"                 | 34                | 5                 | -                 |
| 1974 | "I've Been Born Again"                                 | 78                | 13                | -                 |
| 1974 | "It's September"                                       | -                 | 26                | -                 |
| 1975 | "Try Me Tonight"                                       | -                 | 51                | -                 |
| 1976 | "Disco Lady"                                           | 1                 | 1                 | 25                |
| 1976 | "Somebody's Gettin' It"                                | 33                | 5                 | -                 |
| 1977 | "Love Is Better In The A.M. (Part 1)"                  | 77                | 3                 | -                 |
| 1977 | "Your Love Is Rated X"                                 | -                 | 17                | -                 |
| 1977 | "Disco 9000"                                           | 86                | 24                | -                 |
| 1978 | "Keep On Dancing"                                      | -                 | 32                | -                 |
| 1978 | "Ever Ready"                                           | -                 | 84                | -                 |
| 1979 | "(Ooh-Wee) She's Killing Me" / "Play Something Pretty" | -                 | 37 79             | -                 |
| 1980 | "I Got This Thing For Your Love"                       | -                 | 77                | -                 |
| 1982 | "What About My Love"                                   | -                 | 24                | -                 |
| 1983 | "I'm So Proud"                                         | -                 | 55                | -                 |
| 1984 | "Lady, My Whole World Is You"                          | -                 | 74                | -                 |
| 1987 | "Don't Make Me Late"                                   | -                 | 74                | -                 |
| 1990 | "Still Crazy For You"                                  | -                 | 60                | -                 |